# Лепіста
Лепіста (Lepista) — рід грибів родини Tricholomataceae. Назва вперше опублікована 1870 року.

## Поширення та середовище існування
В Україні зростають:
- Lepista irina
- Lepista luscina
- Lepista nuda
- Lepista rickenii
- Lepista saeva
- Lepista sordida

## Гелерея

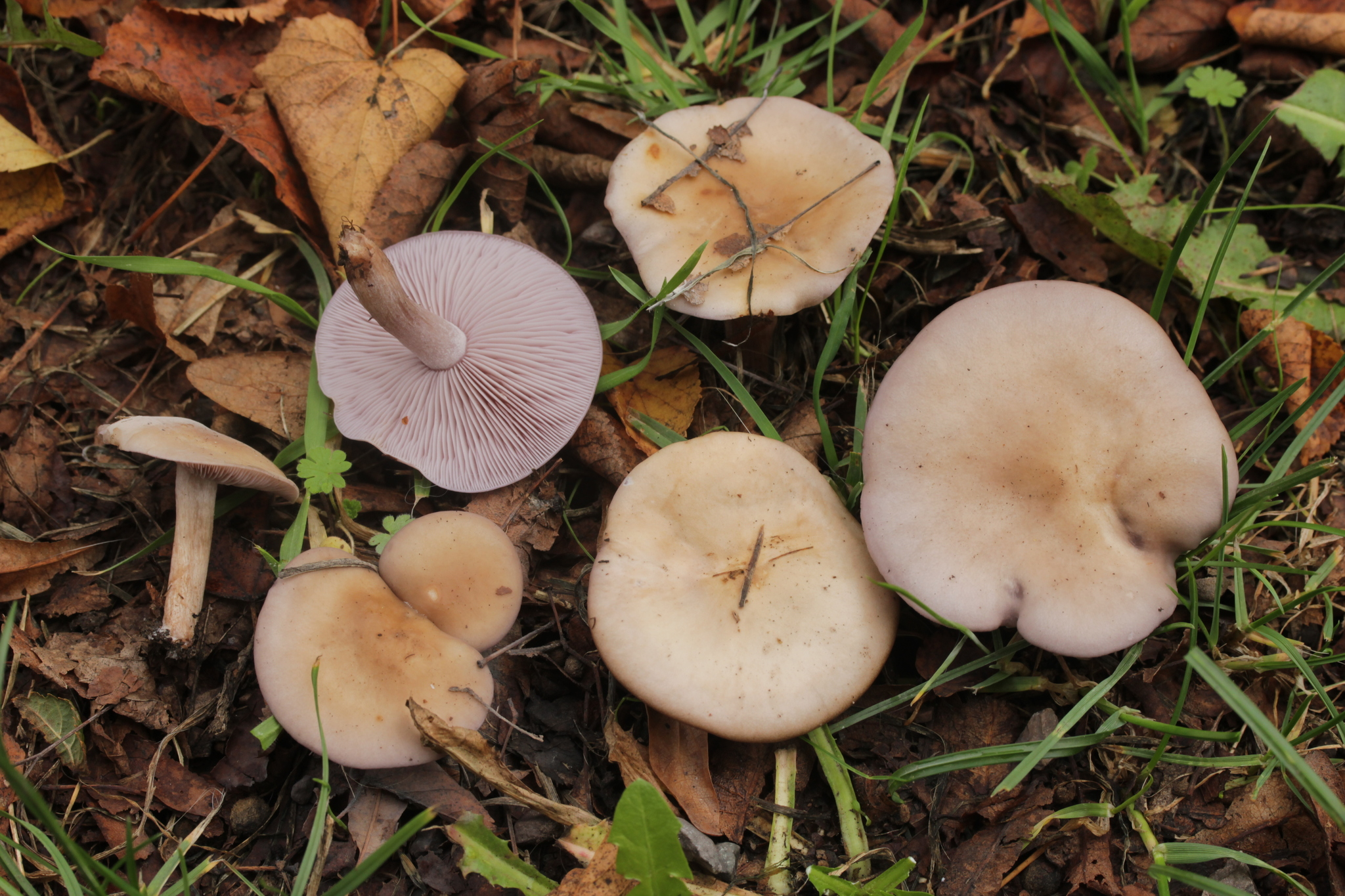
Lepista sordida
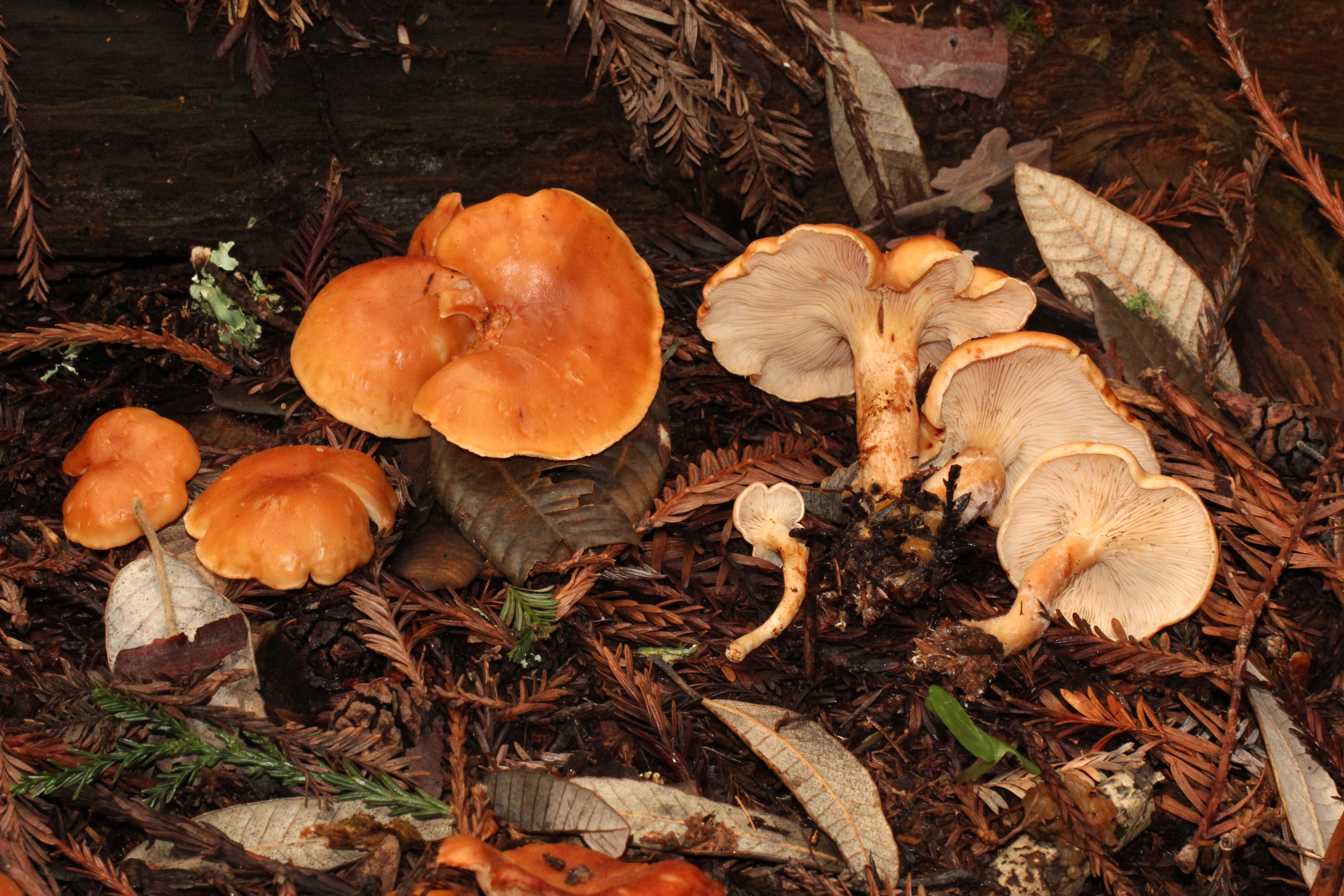
Lepista flaccida
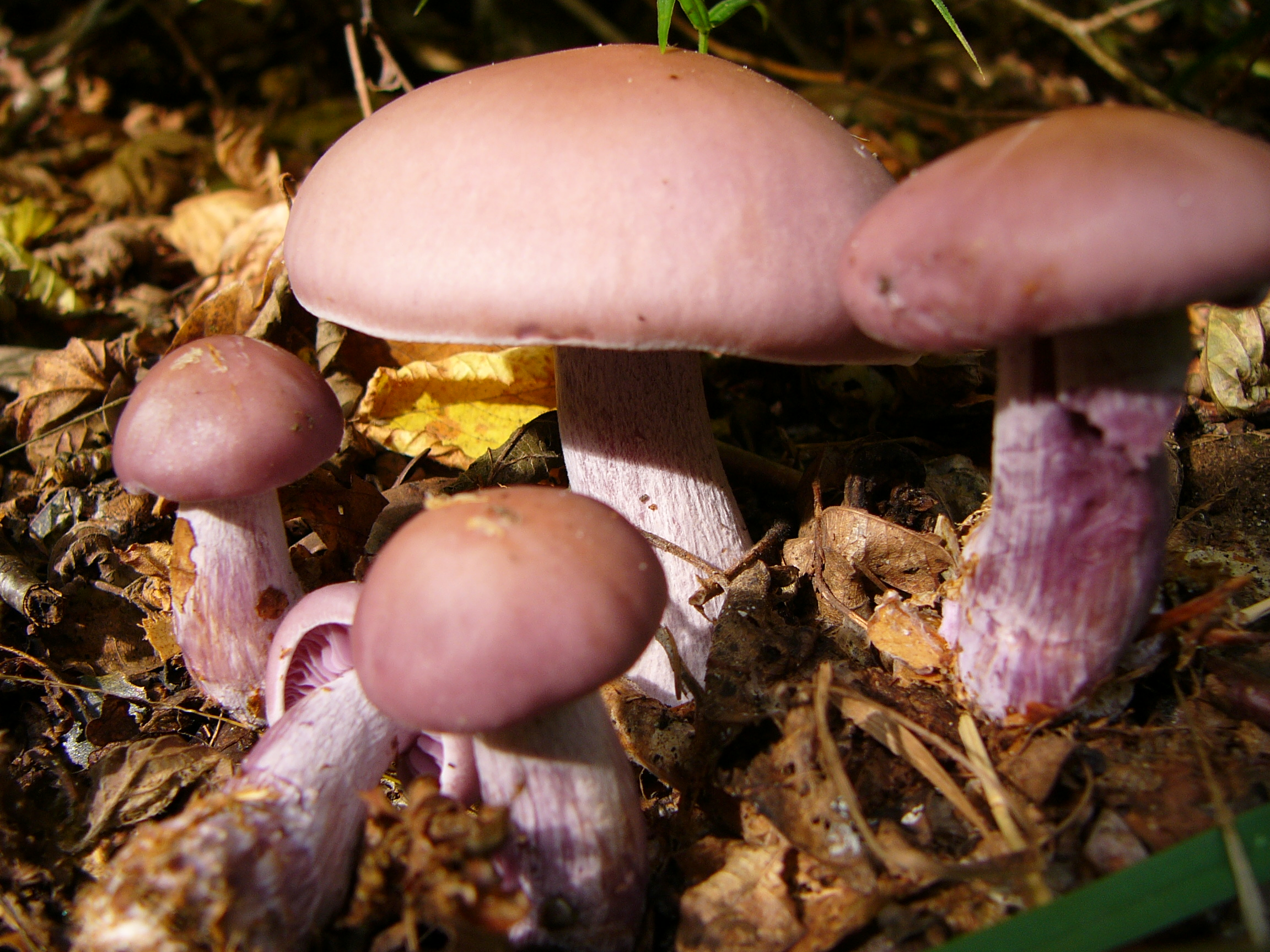
Lepista nuda

## Практичне використання
Серед видів зустрічаються умовно їстівні, що використовуються після 20-ти хвилинного відварювання і зливання відвару (лепіста фіалкова, лепіста міцнонога, лепіста фіолетова) та їстівні (лепіста ліловонога, лепіста брудна).